# Collegio uninominale Sardegna - 03 (Camera dei deputati 2020)
Il collegio elettorale uninominale Sardegna - 03 è un collegio elettorale uninominale della Repubblica Italiana per l'elezione della Camera dei deputati.

## Territorio
Come previsto dalla legge n. 51 del 27 maggio 2019, il collegio è stato definito tramite decreto legislativo all'interno della circoscrizione Sardegna.
È formato dal territorio dell'intera provincia di Nuoro (74 comuni) e dell'intera provincia di Oristano (87 comuni).
Il collegio è parte del collegio plurinominale Sardegna - 01.

## Eletti
| Elezione | Elezione | Deputato     | Partito           |
| -------- | -------- | ------------ | ----------------- |
|          | 2022     | Barbara Polo | Fratelli d'Italia |

## Dati elettorali

### XIX legislatura
Come previsto dalla legge elettorale, 147 deputati sono eletti con sistema a maggioranza relativa in altrettanti collegi uninominali a turno unico.
| Candidati                                 | Candidati              | Voti    | %     | Liste                          | Voti    | %     |
| ----------------------------------------- | ---------------------- | ------- | ----- | ------------------------------ | ------- | ----- |
|                                           | Barbara Polo ✔️ Eletto | 59 309  | 41,03 | Fratelli d'Italia              | 33 842  | 23,41 |
| Forza Italia                              | Barbara Polo ✔️ Eletto | 59 309  | 41,03 | 14 646                         | 10,13   |       |
| Lega per Salvini Premier                  | Barbara Polo ✔️ Eletto | 59 309  | 41,03 | 9 706                          | 6,71    |       |
| Noi moderati/Lupi - Toti - Brugnaro - UDC | Barbara Polo ✔️ Eletto | 59 309  | 41,03 | 1 115                          | 0,77    |       |
|                                           | Michele Piras          | 37 512  | 25,95 | Partito Democratico-IDP        | 27 395  | 18,95 |
| Alleanza Verdi e Sinistra                 | Michele Piras          | 37 512  | 25,95 | 5 838                          | 4,04    |       |
| +Europa                                   | Michele Piras          | 37 512  | 25,95 | 2 986                          | 2,07    |       |
| Impegno Civico - Centro Democratico       | Michele Piras          | 37 512  | 25,95 | 1 293                          | 0,89    |       |
|                                           | Emiliano Fenu          | 31 525  | 21,81 | Movimento 5 Stelle             | 31 525  | 21,81 |
|                                           | Stefano Coinu          | 6 804   | 4,71  | Azione - Italia Viva - Calenda | 6 804   | 4,71  |
|                                           | Roberto De Cicco       | 3 194   | 2,21  | Italexit                       | 3 194   | 2,21  |
|                                           | Gianfranca Salvai      | 3 077   | 2,13  | Unione Popolare                | 3 077   | 2,13  |
|                                           | Valeria Soru           | 2 360   | 1,63  | Italia Sovrana e Popolare      | 2 360   | 1,63  |
|                                           | Stefano Pellegrino     | 766     | 0,53  | Vita                           | 766     | 0,53  |
| Totale                                    | Totale                 | 144 547 | 100   |                                | 144 547 | 100   |
|                                           |                        |         |       |                                |         |       |
| Voti non validi                           | Voti non validi        | 6 919   | 4,57  |                                |         |       |
| Votanti                                   | Votanti                | 151 466 | 50,56 |                                |         |       |
| Elettori                                  | Elettori               | 299 591 |       |                                |         |       |